# Beare Green
Beare Green är en by i civil parish Capel, i distriktet Mole Valley, i grevskapet Surrey, i England. Byn är belägen 20 km från Guildford. Byn hade 1 941 invånare år 2021.